# Japanischer Maulwurf
Der Japanische Maulwurf (Mogera wogura, Syn.: Mogera kobeae) ist eine Säugetierart aus der Gattung der Ostasiatischen Maulwürfe innerhalb der Maulwürfe (Talpidae). Sie kommt im westlichen Teil von Honshū, auf Kyūshū und Shikoku sowie auf einigen vorgelagerten kleineren Inseln vor. Die Tiere bewohnen verschiedenen Landschaftsräume von Wäldern über Wiesen bis hin zu acker- und weidewirtschaftlich genutzten Flächen. Auf Honshū besteht vor allem an der östlichen Verbreitungsgrenze eine direkte Konkurrenz zum Kleinen Japanischen Maulwurf. Es handelt sich beim Japanischen Maulwurf um einen großen Vertreter der Ostasiatischen Maulwürfe. Sein Erscheinungsbild stimmt weitgehend mit dem der anderen Gattungsangehörigen überein. Es charakterisiert sich über einen zylindrischen Körper, einen kurzen Hals und grabschaufelartige Vordergliedmaßen. Als Besonderheiten können die dunkle Fellfärbung und die breite Schnauze hervorgehoben werden.
Die Tiere leben unterirdisch in selbst gegrabenen Gängen. Sie legen Kammern mit Nestern aus Pflanzenmaterial an. Die Nahrung besteht aus Regenwürmern und Insekten, deren Anteil jahreszeitlichen Schwankungen ausgesetzt ist. Die Fortpflanzung findet im Frühjahr statt, ein Wurf umfasst drei bis sechs Junge. Der Japanische Maulwurf wurde bereits im Jahr 1842 wissenschaftlich eingeführt. Teilweise bestand im Verlauf des 20. Jahrhunderts eine Verwechslung mit dem Kleinen Japanischen Maulwurf, der den wissenschaftlichen Namen des Japanischen Maulwurfs trug. Der Art wurden teils mehrere Unterarten zugewiesen, darunter auch der Ussuri-Maulwurf des nordostasiatischen Festlandes, der aber heute als eigenständig gilt. Über die Existenz der anderen Unterarten auf der japanischen Inselwelt besteht keine Einigung. Es lassen sich aber mehrere genetische Linien unterscheiden. Der Bestand des Japanischen Maulwurfs ist nicht gefährdet.

## Merkmale

### Habitus

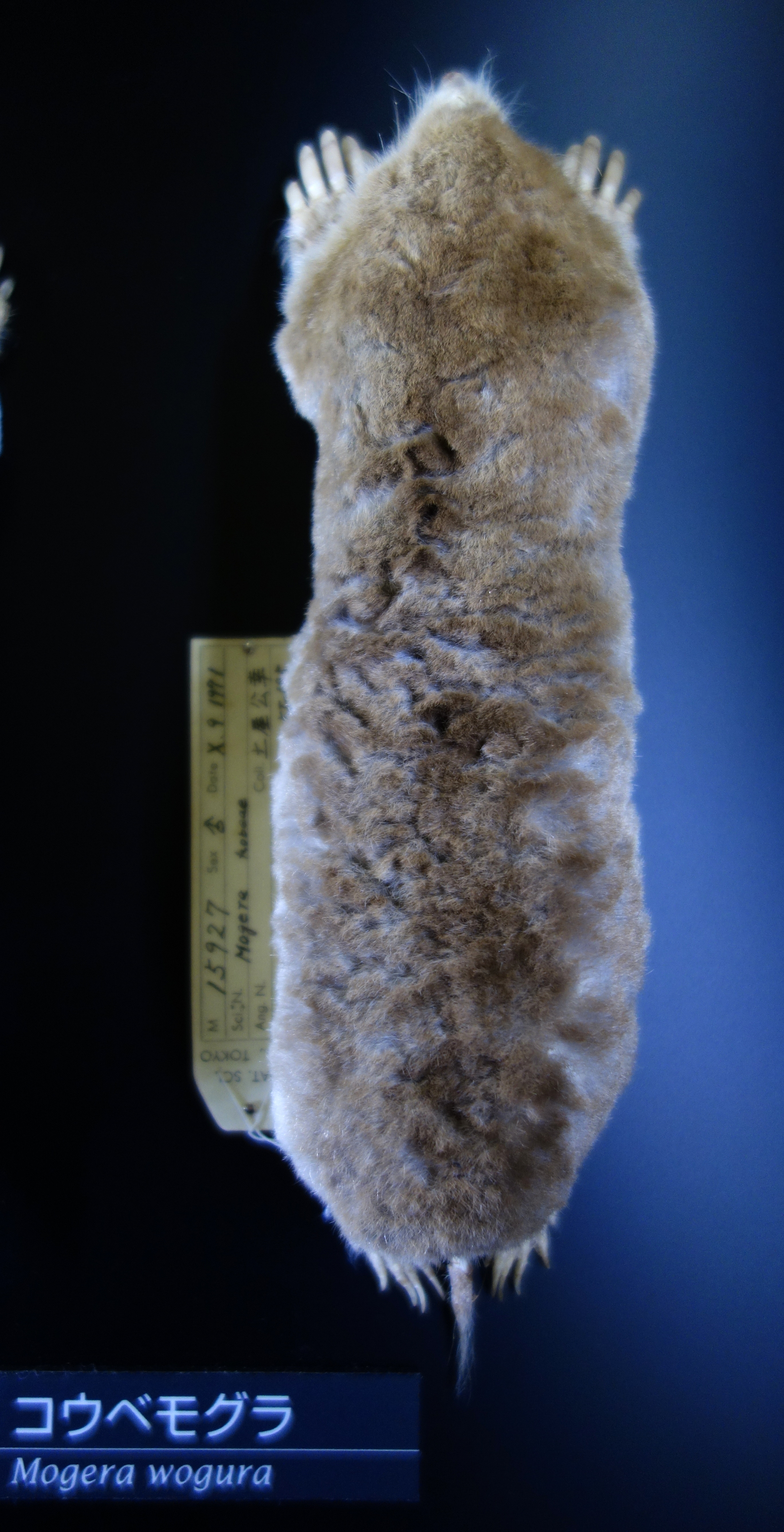
Japanischer Maulwurf

Der Japanische Maulwurf ist ein großer Vertreter der Ostasiatischen Maulwürfe. Die Kopf-Rumpf-Länge variiert von 12,3 bis 18,0 cm, der Schwanz wird 1,6 bis 2,3 cm lang. Er weist dadurch rund 8,5 bis 17,9 % der Länge des übrigen Körpers auf. Das Gewicht reicht von 62,9 bis 178 g. Im Durchschnitt ist der Japanische Maulwurf größer als der Kleine Japanische Maulwurf (Mogera imaizumii) und fast so groß wie der Echigo-Maulwurf (Mogera etigo). Die Körpergröße ist beim Japanischen Maulwurf allerdings stark variabel zwischen den einzelnen Populationen. Allgemein werden Tiere in Flachlandgebieten größer als solche in höheren Berglagen. Die kleinsten Individuen sind von den Inseln Yakushima und Tanegashima vor der Küste von Kyūshū mit mittleren Körperlängen von 13,8 cm belegt. Die größten stammen aus der Region um Nagano mit etwa 17,8 cm Länge. Außerdem korreliert die Körpergröße zur Qualität und Größe des Lebensraumes, aber auch zur durchschnittlichen Minimaltemperatur, wodurch die Tiere in offenen, weiten Landschaftsräumen und bei abnehmender Minimaltemperatur größer werden. Die Einwirkung der Temperatur wird aber durch die Verengung der Habitate, beispielsweise in engen Flusstälern, aufgehoben. Äußerlich ähnelt der Japanische Maulwurf anderen Mitgliedern der Gattung der Ostasiatischen Maulwürfe. Der Körper ist zylindrisch geformt, der Hals kurz und die die Vorderbeine entsprechen Grabschaufeln. Die Handflächen werden 1,6 bis 2,4 cm lang und 1,7 bis 2,6 cm breit. Die Länge der Hinterfüße stimmt weitgehend mit der der Vorderfüße überein. Die Fellfärbung ist variabel. Im Sommer zeigt sich der Rücken zumeist dunkel grauschwarz bis rötlich braun. Die Unterseite ist in der Regel etwas heller getönt. An Kehle und oberer Brust können ockerfarbene bis gelbbraune oder orangefarbene Zeichnungen auftreten. Im Winter dunkelt das Fell ab. Individuen von den Oki-Inseln weisen häufig eine deutlichere rötlich braune Färbung auf. Teilweise wurden auch albinotische Exemplare beobachtet. Der Schwanz ist kurz und eher behaart. Auffallend ist die breite Schnauze des Japanischen Maulwurfs. Die Augen sind klein und bleiben im Fell verborgen. Weibliche Tiere besitzen vier Zitzenpaare, mitunter tritt eine abweichende höhere Anzahl auf.

### Schädel- und Gebissmerkmale
Die größte Länge des Schädels beträgt 33,0 bis 42,1 mm. Am Hirnschädel wird er 15,6 bis 19,8 mm breit und 9,9 bis 12,5 mm hoch. In Seitenansicht ist der Hirnschädel kürzer und deutlich winkliger als beim Kleinen Japanischen Maulwurf. Die Jochbögen stehen 11,9 bis 15,8 mm auseinander. Vor allem die Zwischenaugenregion ist schmal und zylindrisch geformt, ihre Weite liegt bei 7,5 bis 9,3 mm. Das Rostrum ist breit, seine Weite zwischen den Molaren misst 8,3 und 11,6 mm. Zu den Eckzähnen hin verjüngt es sich auf 4,5 bis 6,5 mm. Der Unterkiefer ist 20,7 bis 27,9 mm lang. Das Gebiss besteht aus 42 Zähnen mit folgender Zahnformel: {\displaystyle {\frac {3.1.4.3}{2.1.4.3}}} Es treten aber teilweise Zahnanomalien auf, die bei rund 6,4 % der untersuchten Individuen nachgewiesen wurden. Zumeist beschränken sie sich auf die Prämolaren. Hier fehlen häufig der jeweils zweite Vormahlzahn der oberen und unteren Zahnreihe oder aber auch der erste obere. Anders als bei den weiteren Maulwürfen Japans kommen auch überzählige Zähne vor, die sich auf die Positionen vom Eckzahn bis zum dritten Prämolaren der oberen Gebisshälfte verteilen können. Die Schneidezähne der oberen Zahnreihe stehen in einem weiten Bogen zueinander. In der Regel sind sie etwa gleich groß und schräg nach vorn gerichtet. Letzteres ist aber bei kleinen Individuen oder Jungtieren nicht so deutlich. Die drei vorderen Prämolaren stehen deutlich dichter gedrängt als beim Kleinen Japanischen Maulwurf. Die obere Zahnreihe erstreckt sich über 13,7 bis 17,8 mm Länge, die untere über 12,6 bis 16,8 mm.

### Skelettmerkmale
Die Wirbelsäule setzt sich aus 7 Hals-, 14 Brust-, 5 Lenden-,  6 Kreuzbein- und 12 Schwanzwirbeln zusammen.

### Genetische Merkmale
Der diploide Chromosomensatz lautet 2n = 36. Er besteht aus 4 metazentrischen, 3 submetazentrischen, 2 subtelozentrischen und 8 acrozentrischen Autosomenpaaren. Das Y-Chromosom ist fleckenartig, das X-Chromosom submetazentrisch.

## Verbreitung und Lebensraum

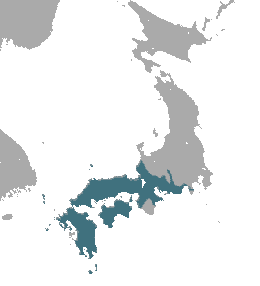
Verbreitungsgebiet des Japanischen Maulwurfs

Der Japanische Maulwurf kommt in Japan vor und bewohnt dort den Westteil der Insel Honshū sowie die Inseln Kyūshū und Shikoku. Außerdem ist er auf einigen vorgelagerten und entfernteren Inseln wie Tsushima, Yakushima, Tanegashima, Yashirojima, den Oki-Inseln und den Gotō-Inseln sowie Awaji-shima und Shōdoshima in der Seto-Inlandsee zu finden. Auf Honshū verläuft die Nordostgrenze des Verbreitungsgebietes etwa durch die Präfekturen Ishikawa, Gifu, Nagano und Shizuoka. Hier schließt sich das Vorkommen des Kleinen Japanischen Maulwurfs (Mogera imaizumii) an. Beide Arten treten somit parapatrisch auf. Allerdings verschiebt der Japanische Maulwurf kontinuierlich seine Verbreitungsgrenze Richtung Ost. So drang er in einem Zeitraum von 1959 bis 2009 zwischen 2,4 bis 16 km nach Nordosten in das Gebiet des Kleinen Japanischen Maulwurfs vor. In den Kontaktzonen nutzt der Japanische Maulwurf häufig weichere Böden, der Kleine Japanische Maulwurf hingegen härtere. Dies ist auch für einzelne Regionen belegt, wo beide Maulwurfsvertreter in direkter Sympatrie nachgewiesen sind, etwa in der Schwemmebene des Tadori in der Kanazawa-Ebene der Präfektur Ishikawa. Die Ausbildung eines festeren Bodens kann somit die Ausbreitung des Japanischen Maulwurfs einschränken. Teilweise tritt der Kleine Japanische Maulwurf auch in einzelnen Inselpopulationen innerhalb des Verbreitungsgebietes des Japanischen Maulwurfs auf. Zudem überschneidet sich das Vorkommen des Japanischen Bergmaulwurfs (Oreoscaptor) mit dem der beiden anderen Arten.
Allgemein nutzt der Japanische Maulwurf eine Vielzahl von unterschiedlichen Habitaten. Hierzu gehören Wälder, Grasland, Wiesen und Weiden sowie Deiche auf Reisfeldern. Die Höhenverbreitung reicht vom Meeresspiegelniveau bis auf etwa 1000 m Berglage.

## Lebensweise

### Territorialverhalten
Die Lebensweise des Japanischen Maulwurfs ist weniger gut untersucht als die des Kleinen Japanischen Maulwurfs. Die Tiere leben unterirdisch in selbst gegrabenen, komplexen Gängen und Tunneln. Die einzelnen Röhren haben Durchmesser von 4,0 bis 7,0 cm und sind dadurch größer als die des Kleinen Japanischen Maulwurfs und auch des Japanischen Bergmaulwurfs. In rund 35 bis 50 cm Tiefe befindet sich eine größere Kammer mit einem Nest aus Pflanzenmaterial. Ein untersuchtes Nest war 20 bis 25 cm lang und 15 cm hoch. Es wies einen einzelnen Eingang auf, der sich auf 4,9 × 4,5 cm öffnete. Hauptsächlich bestand es aus Buchen- und Eichenblättern teils gemischt mit Halmen der Bambusgattung Sasa. In unmittelbarer Nähe befand sich noch ein kleineres Nest von 10 bis 14 cm Länge und 11 cm Höhe. Die Nestplätze werden teilweise durch Pilze aus der Gruppe der Fälblinge angezeigt, die auf den nahe gelegenen Latrinen wachsen. Für einige Gangsysteme lässt sich mitunter eine lange Nutzungsdauer belegen, möglicherweise über mehrere Generationen. In einem Fall konnte in einem Zeitraum von neun Jahren ein Wechsel vom Japanischen Maulwurf zum Kleinen Japanischen Maulwurf an der gleichen Neststelle beobachtet werden. Informationen zur Sozialstruktur und zu Wanderungsbewegungen liegen nicht vor.

### Ernährung
Die Nahrung des Japanischen Maulwurfs setzt sich aus Regenwürmern und Insekten zusammen. Nach Untersuchung von rund 226 Mageninhalten aus einem größeren Teil des Verbreitungsgebietes nehmen Regenwürmer gut 31,6 % der Nahrungsmenge ein. Es dominieren hier Vertreter der Gattung Pheretima. Weitere 43 % entfallen auf Insekten, Dabei haben Käfer wie Laufkäfer und Blatthornkäfer höhere Anteile, des Weiteren auch Schmetterlinge und Heuschrecken wie etwa Gryllotalpa. Untergeordnet ließen sich zusätzlich Hundertfüßer, Schnabelkerfe und Zweiflügler nachweisen. Von zahlreichen Insekten wurden neben den ausgewachsenen Tieren auch die Larven vertilgt. Im geringen Maße dienen kleine Wirbeltiere als Nahrungsquelle, so andere Ostasiatische Maulwürfe oder Frösche. Mit rund 10 % einen recht hohen Anteil erreichten Pflanzenreste. Darunter fallen Samen und Gräser. Weitere Analysen an Tieren auf Kyūshū erbrachten eine prinzipiell ähnliche Beuteverteilung. Allerdings variierte sie etwas über das Jahr. So war der Anteil der Regenwürmer im Frühjahr und Sommer mit rund 64 % der gefressenen Biomasse relativ gleich, stieg im Herbst aber auf rund 75 % und fiel im Winter auf gut 45 %. Im gleichen Jahresverlauf variierte der Anteil der Käfer, sowohl der ausgewachsenen als auch Jungstadien, von 22 bis 24 % im Frühjahr/Sommer über 16 % im Herbst bis zu 34 % im Winter. Demnach ist der Anteil der Regenwürmer und Käfer jeweils gegenläufig. Zusätzlich zu dem höheren Anteil an Käfern im Winter kam noch eine größere Menge an Hundertfüßern, die im restlichen Jahr kaum erbeutet wurden. Dagegen mieden die Tiere weitgehend Asseln. Der überwiegende Teil der Beutetiere lebt in einer Bodentiefe von 0 bis 35 cm, was auch als bevorzugter Bereich für die Nahrungssuche des Japanischen Maulwurfs angesehen werden kann. Im weitesten Sinne ernährt sich der Japanische Maulwurf somit opportunistisch.

### Fortpflanzung
Die Fortpflanzungszeit des Japanischen Maulwurfs fällt in das Frühjahr vom späten April bis zum frühen Juni. Angezeigt wird dies durch ein deutliches Anschwellen der Hoden der Männchen. Außerdem wurden in diesem Monat die meisten trächtigen Weibchen gesichtet. Mitunter findet aber im Herbst eine zweite Paarungsphase statt. Der Nachwuchs der frühjährlichen Zeugung kommt von Mitte Mai bis Juni zur Welt. In der Regel umfasst ein Wurf drei bis sechs Junge. Die Lebenserwartung liegt vermutlich bei rund vier Jahren, ermittelt über die Anzahl von Wachstumsringen in den Eckzähnen. Ähnlich wie bei einigen Vertretern der Eurasischen  Maulwürfe (Talpa) stellen die Weibchen des Japanischen Maulwurfs funktional Hermaphroditen dar, da sie Zwitterdrüsen besitzen.

### Fressfeinde und Parasiten
Als bedeutender Fressfeind ist der Berghaubenadler anzusehen. Nach Untersuchungen in der Präfektur Mie erlegen männliche Individuen während der Brut- und Aufzuchtphase dreimal soviele Maulwürfe wie weibliche und haben generell ein größeres Beutespektrum. An inneren Parasiten treten verschiedene Würmer auf. Zu den Bandwürmern gehören Hymenolepis und Choanotaenia. Am häufigsten sind jedoch Fadenwürmer, darunter Parastrongyloides, Tricholinstowia, Heterakis, Trichuris und Capillaria. Unter Umständen konnten Formen nachgewiesen werden, die eigentlich an Insekten parasitieren und wohl durch die Nahrung aufgenommen wurden. Des Weiteren ließ sich ein hoher Befall an Kokzidien feststellen.

## Systematik
Der Japanische Maulwurf ist eine Art aus der Gattung der Ostasiatischen Maulwürfe (Mogera), die insgesamt neun Arten einschließt. Diese gehören wiederum zur Familie der Maulwürfe (Talpidae), innerhalb derer sie gemeinsam mit einigen anderen, vorwiegend eurasisch verbreiteten Artengruppen die Tribus der Eigentlichen Maulwürfe (Talpini) bilden. Die Tribus fasst die zumeist grabenden Vertreter der Maulwürfe zusammen, andere Mitglieder der Familie leben dagegen nur teilweise unterirdisch, bewegen sich oberirdisch fort oder sind an eine semi-aquatische Lebensweise angepasst. Nach molekulargenetischen Untersuchungen teilen sich die Ostasiatischen Maulwürfe in zwei Verwandtschaftslinien auf. Eine vereint die ost- und südostasiatisch-festländischen Vertreter um den Chinesischen Inselmaulwurf (Mogera insularis), die andere besteht aus den Arten der japanischen Inselwelt um den Japanischen Maulwurf. Letztere beinhalten zusätzlich noch den Ussuri-Maulwurf (Mogera robusta) der Koreanischen Halbinsel und der fernöstlichen russischen Region Primorje. Die Aufteilung der Ostasiatischen Maulwürfe in diese beiden Linien begann bereits im Oberen Miozän vor etwa 10 bis 8 Millionen Jahre. Die weitere Differenzierung der Gruppe um den Japanischen Maulwurf erfolgte im Oberen Pliozän und im Unteren Pleistozän vor rund 3,6 bis 1,2 Millionen Jahren. Als nächster Verwandter kann der Ussuri-Maulwurf angesehen werden, während der Kleine Japanische Maulwurf (Mogera imaizumii) die Schwestergruppe bildet. Die drei Arten lassen sich unter anderem cytogenetisch unterscheiden. Sie weisen jeweils einen Chromosomensatz von 2n = 36 auf, die Anzahl der Arme (fundamentale Anzahl) der Autosomen variiert aber, beim Japanischen Maulwurf beträgt sie 52, beim Kleinen Japanischen Maulwurf 54 und beim Ussuri-Maulwurf 58. Einige Autoren sehen den Japanischen Maulwurf und den Kleinen Japanischen Maulwurf als Repräsentanten einer eher späten Einwanderungswelle der Ostasiatischen Maulwürfe auf den japanischen Inseln an. Diese besiedelten hauptsächlich die Inlandgebiete. Eine früher eingewanderte Gruppe bestehend aus dem Sado-Maulwurf (Mogera tokudae) und dem Echigo-Maulwurf (Mogera etigo) beschränkt sich hingegen auf die Küstenländer und einige vorgelagerte Inseln.

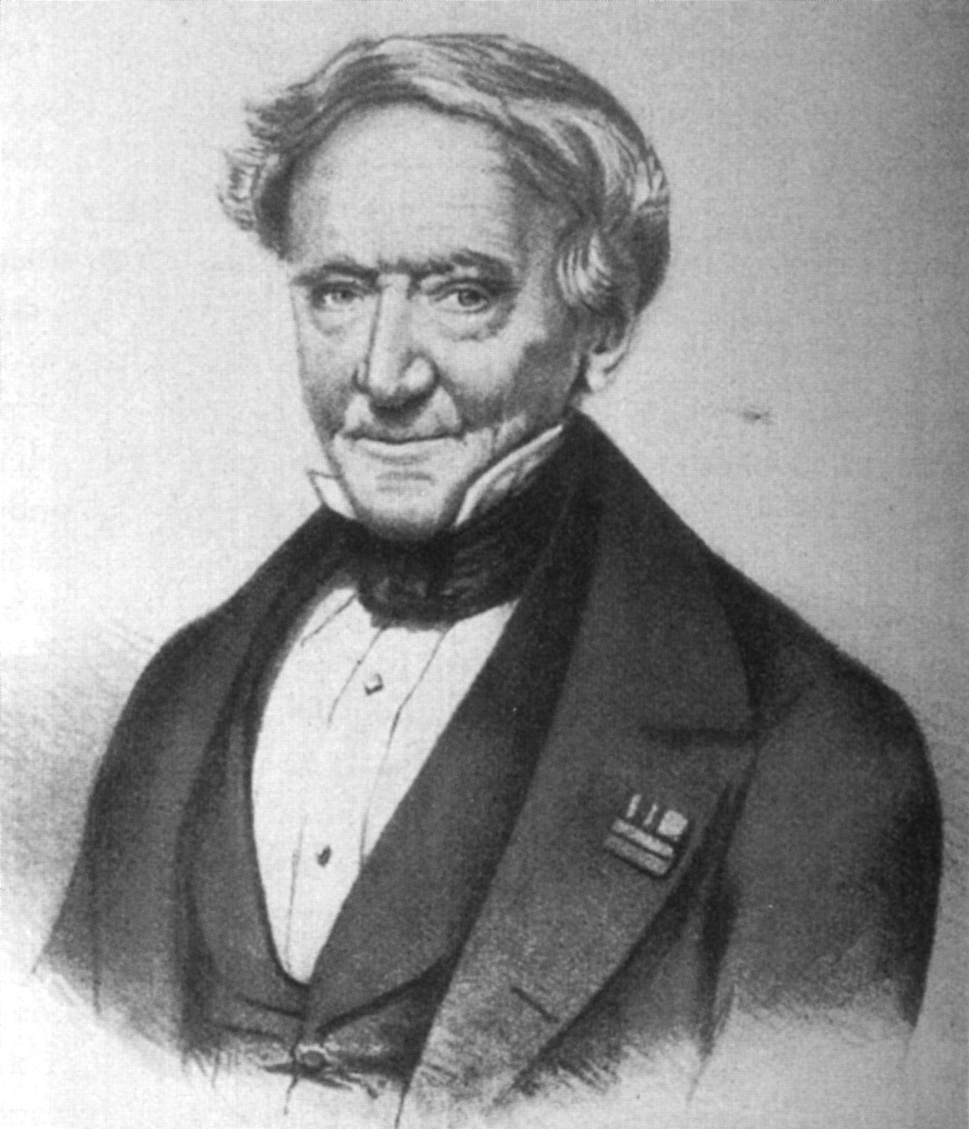
Coenraad Jacob Temminck

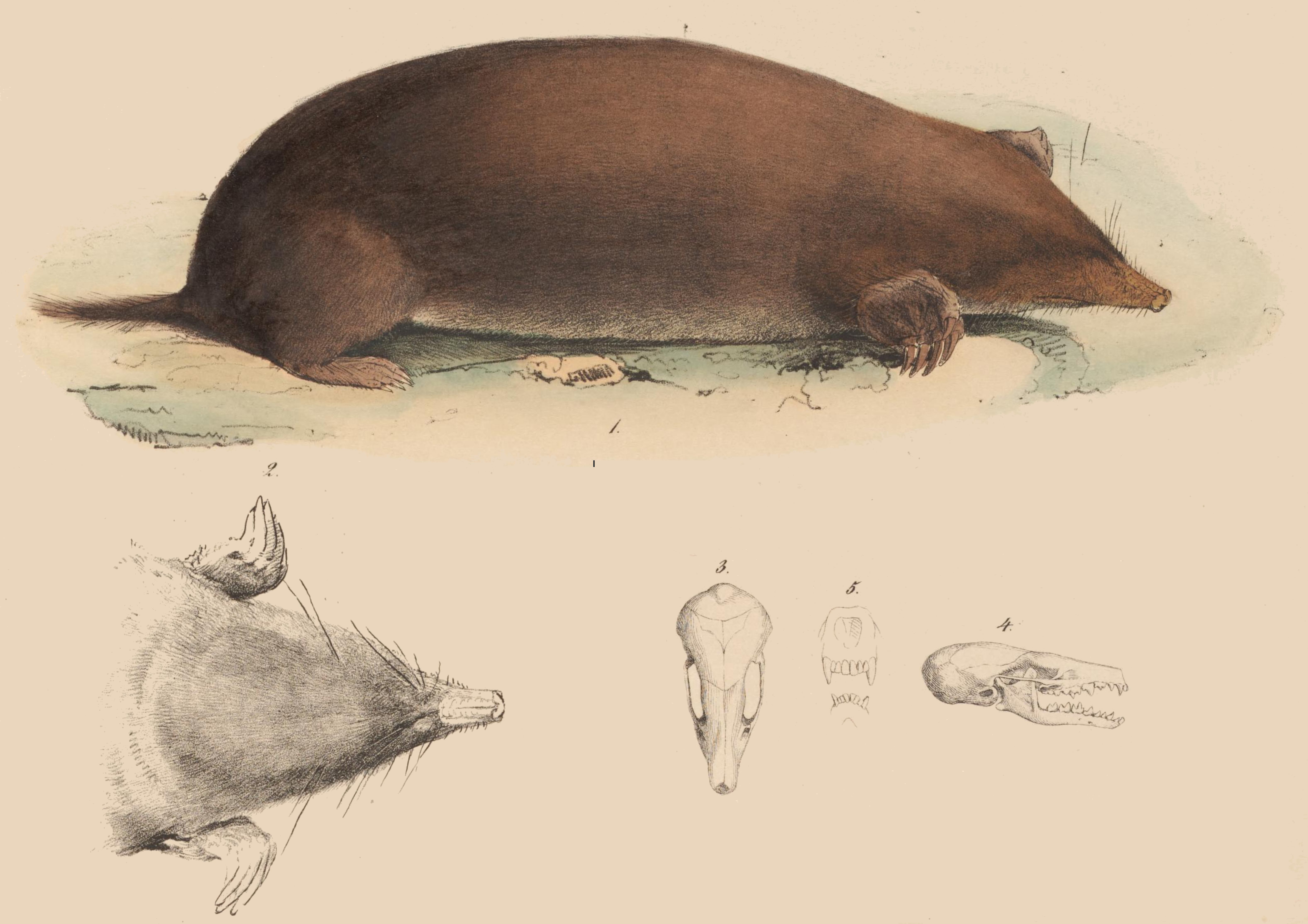
Darstellung des Japanischen Maulwurfs aus Temmincks Erstbeschreibung von 1842

Die wissenschaftliche Erstbeschreibung erstellte Coenraad Jacob Temminck im Jahr 1842. Er verwendete dabei die Bezeichnung Talpa wogura. In seiner Arbeit bezog sich Temminck auf mehrere Individuen, darunter auch Jungtiere, die er als langschnauzig sowie kurzschwänzig und von hellerer Farbgebung als beim Europäischen Maulwurf (Talpa europaea) beschrieb. Auch erkannte Temminck die geringere Anzahl an unteren Schneidezähnen gegenüber dem Europäischen Maulwurf (die er allerdings mit sechs und acht angab und damit jeweils die Eckzähne mit einbezog). Als Herkunft wies er lediglich auf Japan hin, so dass er keine bestimmte Region als Typusgebiet festlegte, ebenso wie er keinen Holotypus auswies (diese wurden als Lectotypen erst 1978 beziehungsweise 1996 ausgewählt). Den Gattungsnamen Mogera kreierte sechs Jahre später Auguste Pomel, der den Japanischen Maulwurf als Nominatform angab. Eine Terra typica des Japanischen Maulwurfs wurde erst im Jahre 1905 von Oldfield Thomas eingegrenzt. Thomas benannte zu diesem Zeitpunkt eine neue Unterart, für die er den Namen Mogera wogura kobeae wählte, was sich auf Kōbe im südlichen Teil der Insel Honshū als Herkunftsort des dafür untersuchten Holotypus bezieht. Diese sehr große Form verglich er mit einigen etwas kleineren Schädeln aus Yokohama im zentralen Honshū, die er als typische Vertreter des Japanischen Maulwurfs ansah. Allerdings verlagerte Hisashi Abe im Jahr 1995 die Typuslokalität in die Umgebung von Nagasaki auf Kyūshū, da der Japanische Maulwurf nicht in der Umgebung von Yokohama auftritt.
Im Jahr 1948 vereinte Ernst Schwarz in einer Revision alle talpinen Maulwürfe Ost- und Südostasiens mit den Eurasischen Maulwürfen in der Gattung Talpa. Für den gesamten ost- und südostasiatischen Bereich wies er dabei mit Talpa micrura lediglich eine Art aus, die er in verschiedene Unterarten aufteilte (die Bezeichnung bezieht sich heute auf den Himalaya-Maulwurf aus der Gattung der Südostasiatischen Maulwürfen (Euroscaptor)). Die Unterart Talpa micrura wogura versammelte dabei wiederum alle talpinen Maulwurfsvertreter Japans, so neben dem Japanischen Maulwurf auch den Kleinen Japanischen Maulwurf und den Japanischen Bergmaulwurf (Oreoscaptor). Das Konzept wurde eine Zeitlang von zahlreichen Wissenschaftlern mitgetragen. Spätestens in den 1960er Jahren hoben es zumindest japanische Autoren für den ostasiatischen Raum wieder auf, wodurch sich die Gattungsbezeichnung Mogera erneut durchsetzte und die einzelnen Arten wieder Anerkennung fanden. Zu dieser Zeit führte aber eine falsche Schlussfolgerung durch Nagamichi Kuroda, die er bereits in einer Darstellung der japanischen Säugetierfauna aus dem Jahr 1940 niedergeschrieben hatte, zu einer Verwechslung des wissenschaftlichen Namens des Japanischen Maulwurfs mit dem des Kleinen Japanischen Maulwurfs. Kuroda selbst hatte im Jahr 1936 den Kleinen Japanischen Maulwurf aus dem Norden von Honshū wissenschaftlich als Mogera wogura minor eingeführt. Wie bereits erwähnt verglich Thomas im Jahr 1905 Schädel einiger kleinerer Maulwürfe aus Yokohama mit seiner neuen Form Mogera wogura kobeae, bezeichnete die kleineren Schädel aber als typische Mogera wogura. Schlussfolgernd daraus nahm Kuroda an, dass Thomas damit den Kleinen Japanischen Maulwurf gemeint habe. Dadurch wurden in der Folgezeit die kleinen Maulwürfe des nördlichen Honshū mit Mogera wogura wogura bezeichnet, die größeren des südlichen Inselteils mit Mogera wogura kobeae. Während einer Revision der Insektenfresser Japans aus dem Jahr 1967 hob Hisashi Abe beide Formen in den Artstatus, wodurch ihre wissenschaftlichen Namen nun Mogera wogura und Mogera kobeae lauteten. Erst eine serielle Untersuchung von Maulwürfen aus dem gesamten Gebiet Japans einschließlich der verfügbaren Holo- und Lectotyp-Exemplare in den 1990er Jahren löste dieses Problem auf und die Bezeichnung Mogera wogura ging wieder an die größeren Maulwürfe des südlichen Honshū zurück.
Im Laufe der Forschungsgeschichte wurden mehrere Unterarten des Japanischen Maulwurfs benannt. Dies gilt vor allem für den japanischen Inselbereich, wo Oldfield Thomas im Jahr 1905 neben Mogera wogura kobeae zusätzlich mit Mogera wogura kanai eine kleinere Form von der Insel Yakushima etabliert hatte. Eine weitere Unterart führte Kuroda mit Mogera wogura kiusiuana im Jahr 1940 aus der Umgebung von Fukuoka auf Kyūshū auf. Der Status dieser Unterarten ist unklar, der achte Band des Standardwerkes Handbook of the Mammals of the World aus dem Jahr 2018 stuft den Japanischen Maulwurf als monotypisch ein. Jedoch konnten genetische Analysen seit dem Jahr 2000 mehrere unterscheidbare Linien herausstellen. So lassen sich eine „Kyūshū-Linie“ von der gleichnamigen Insel gegenüber einer „Chūgoku-Shikoku-Linie“ vom südlichen Honshū und der Insel Shikoku sowie einer „Kinki-Tōkai-Linie“ aus den eher zentralen Bereichen von Honshū absetzen. Die genetischen Abstände betragen zwischen 4,3 und 6,2 %, die Variation innerhalb der einzelnen Linien ist dem gegenüber mit 0,4 bis 1,4 % relativ gering. Dennoch sind innerhalb der „Chūgoku-Shikoku-Linie“ und der „Kinki-Tōkai-Linie“ einzelne Untergruppen erkennbar. Dies betrifft etwa das Gebiet Chūgoku, die Insel Shikoku selbst und die Oki-Inseln in ersterer und die Bestände westlich und östlich des Flusses Fuji in letzterer. Die Trennung in die drei Hauptlinien setzte im Altpleistozän vor rund 1 Million Jahren ein.
Des Weiteren galt auch der Ussuri-Maulwurf teilweise als Unterart des Japanischen Maulwurfs. Dieser Vertreter war bereits im Jahr 1891 als Mogera robusta von Alfred Nehring aus der Umgebung von Wladiwostok im östlichen Sibirien (heute Region Primorje) beschrieben worden und stellt eine sehr große Maulwurfsform dar. Deutlich kleiner wiederum ist Mogera wogura coreana von der Koreanischen Halbinsel, etabliert im Jahr 1907 durch Oldfield Thomas. Die Zuweisung dieser Formen zum Japanischen Maulwurf beruhte zumeist auf schädelanatomischen Erwägungen. Erste genetische Untersuchungen Anfang der 2000er Jahre erbrachten dann auch nur geringe Differenzierungsmöglichkeiten, da der Ussuri-Maulwurf innerhalb des Japanischen Maulwurfs eingebettet war. Weitere Analysen aus dem Jahr 2019 an mehr als 100 Individuen des Ussuri-Maulwurfs konnten beide Vertreter dann deutlicher voneinander absetzen. Ihre Trennung voneinander wird auf einen Zeitraum von vor 1,0 bis 0,3 Millionen Jahren veranschlagt. Diese frühe Abspaltung voneinander und die bei den Studien ebenfalls festgestellten cytogenetischen Abweichungen unterstützen die eigene Artstellung des Ussuri-Maulwurfs. Aufgrund der engen Verwandtschaft zwischen dem Japanischen Maulwurf und dem Ussuri-Maulwurf wird eine Besiedlung der nordostasiatischen Festlandsregionen durch Bestände von Maulwürfen der japanischen Inseln angenommen.

## Bedrohung und Schutz
Es sind keine größeren Bedrohungen für den Bestand des Japanischen Maulwurfs bekannt. Die Art ist weit verbreitet und die Population geht nicht zurück. Die IUCN listet sie daher als „nicht gefährdet“ (least concern). Die Tiere sind in mehreren Schutzgebieten präsent.